# 新村镇 (陵水县)
新村镇，是中华人民共和国海南省陵水黎族自治县下辖的一个乡镇级行政单位。

## 行政区划
新村镇下辖以下地区：
新村社区、海鹰村、海鸥村、海燕村、南湾村、九所村、长坡村、盐尽村、桐海村和城坡村。